# Miyaichi Ryo
Miyaichi Ryō (宮市 亮 sinh ngày 14 tháng 12 năm 1992) là một cầu thủ bóng đá Nhật Bản thi đấu ở vị trí tiền vệ cho St. Pauli tại 2. Bundesliga. Anh từng thi đấu cho Đội tuyển bóng đá quốc gia Nhật Bản.
Miyaichi từng thi đấu ở Giải bóng đá Ngoại hạng Anh cho các câu lạc bộ như Arsenal,  Wigan Athletic và Bolton Wanderers. Anh cũng từng khoác áo Feyenoord và Twente ở Hà Lan.

## Tuổi thơ
Sinh ra trong một gia đình có truyền thống thể thao, cha của anh, Tatsuya, là một cựu cầu thủ bóng chày từng thi đấu và sau đó là huấn luyện viên của câu lạc bộ bóng chày Toyota Motors, và anh trai, Tsuyoshi, cũng là một cầu thủ bóng đá. Miyaichi bắt đầu chơi bóng trong những năm học tiểu học tại clb Sylphid ở Nagoya. Anh vào học ở trường trung học Chūkyōdai Chūkyō và sau đó chơi cho câu lạc bộ bóng đá của trường. Ở mùa giải 2010, đội tham dự giải bóng đá các trường trung học toàn Nhật Bản nhưng bị đánh bại ngay từ vòng một; trận đấu cũng được tường thuật trên khắp nước Nhật.

## Sự nghiệp cầu thủ

### Arsenal
Miyaichi thử việc lần đầu cho Arsenal vào mùa hè năm 2010, huấn luyện viên Arsenal, Arsène Wenger, đã bị ấn tượng với khả năng của Miyaichi và sau đó đã đề nghị anh ký hợp đồng với Arsenal. Ngày 31 tháng 1 năm 2011, anh gia nhập câu lạc bộ và ký hợp đồng chuyên nghiệp. Arsène Wenger cũng cho biết: "Chúng tôi rất vui mừng vì Miyaichi Ryō đã gia nhập câu lạc bộ. Anh ấy đã luyện tập với chúng tôi trong mùa hè này và đã thể hiện nhiều khả năng tiềm tàng có thể thu hút các câu lạc bộ trên khắp thế giới".

#### Feyenoord
Sau khi ký hợp đồng với Arsenal, anh được chuyển đến Feyenoord theo dạng cho mượn. Ngày 5 tháng 2, anh có trận ra mắt cho Feyenoord gặp Vitesse. Anh đá đủ 90 phút và được bình chọn là cầu thủ xuất sắc nhất trận (trận đấu kết thúc với tỉ số 1–1). Miyaichi được thi đấu trong trận gặp Heracles Almelo, anh là người ghi bàn mở tỉ số và kiến tạo bàn thứ 2 cho Feyenoord. Ngày 17 tháng 4 năm 2011, Miyaichi lập cú đúp và có 2 lần kiến tạo trong trận thắng 6–1 của Feyenoord trước Willem II.
Truyền thông Hà Lan đặt cho anh biệt danh "Ryodinho" để so sánh với Ronaldinho.

#### Mùa giải 2011–12
Sau khi quay trở lại Arsenal, Miyaichi gia nhập đội hình chính cho chuyến tập huấn trước mùa giải. Anh góp mặt trong đội hình 23 cầu thủ tham dự tour du đấu châu Á sau khi gây ấn tượng trong việc luyện tập.
Ở tour du đấu, Miyaichi có trận đầu gặp Malaysia All-Stars XI, anh được đá chính từ đầu trước khi bị thay ra bởi Robin van Persie ở phút 66.
Ngày 9 tháng 8 năm 2011, Miyachi được nhận giấy phép lao động tại Anh. Anh cũng có mặt trong đội hình đăng ký của Arsenal trong trận gặp Udinese ở Champions League. Ngày 23 tháng 8 năm 2011, Miyaichi ghi bàn ở phút 83 trong trận đấu giữa đội dự bị Arsenal và đội dự bị Wigan Athletic.
Ngày 20 tháng 9 năm 2011, Miyaichi có trận đấu đầu tiên cho Arsenal gặp Shrewsbury Town tại vòng 3 cúp Liên đoàn khi được thay vào ở phút 71. Anh một lần nữa được vào sân thay người tại cúp Liên đoàn trong trận Arsenal thắng Bolton 2 - 1.
Trong trận đấu của đội dự bị gặp Fulham vào ngày 7 tháng 11, Miyaichi chỉ thi đấu trong 34 phút trước khi bị dính chấn thương mắt cá chân khiến anh phải nghỉ từ 4-6 tuần.
Mặc dù đã được góp mặt trong đội hình chính, Miyaichi thừa nhận anh vẫn còn phải học hỏi nhiều.

## Thống kê sự nghiệp

### Câu lạc bộ
Tính đến 25 tháng 10 năm 2011.
| Câu lạc bộ | Mùa giải  | Giải đấu | Giải đấu | Giải đấu | Cúp  | Cúp | Cúp      | Cúp Liên đoàn | Cúp Liên đoàn | Cúp Liên đoàn | châu Âu | châu Âu | châu Âu  | Tổng cộng | Tổng cộng | Tổng cộng |
| Câu lạc bộ | Mùa giải  | Trận     | Bàn      | Kiến tạo | Trận | Bàn | Kiến tạo | Trận          | Bàn           | Kiến tạo      | Trận    | Bàn     | Kiến tạo | Trận      | Bàn       | Kiến tạo  |
| ---------- | --------- | -------- | -------- | -------- | ---- | --- | -------- | ------------- | ------------- | ------------- | ------- | ------- | -------- | --------- | --------- | --------- |
| Feyenoord  | 2010–11   | 12       | 3        | 5        | –    | –   | –        | –             | –             | –             | –       | –       | –        | 12        | 3         | 5         |
| Feyenoord  | Tổng cộng | 12       | 3        | 5        | –    | –   | –        | –             | –             | –             | –       | –       | –        | 12        | 3         | 5         |
| Arsenal    | 2011–12   | 0        | 0        | 0        | 0    | 0   | 0        | 2             | 0             | 0             | 0       | 0       | 0        | 2         | 0         | 0         |
| Arsenal    | Tổng cộng | 0        | 0        | 0        | 0    | 0   | 0        | 2             | 0             | 0             | 0       | 0       | 0        | 2         | 0         | 0         |

### Quốc tế
Số liệu thống kê chính xác tới ngày 30 tháng 7 năm 2010
| Đội tuyển quốc gia | Năm | Trận | Bàn |
| ------------------ | --- | ---- | --- |
| U15 Nhật Bản       |     |      |     |
| 2007               | 3   | 2    |     |
| U16 Nhật Bản       |     |      |     |
| 2008               | 3   | 1    |     |
| U17 Nhật Bản       |     |      |     |
| 2009               | 5   | 2    |     |
| U19 Nhật Bản       |     |      |     |
| 2010               | 8   | 1    |     |

| Bàn thắng quốc tế | Bàn thắng quốc tế | Bàn thắng quốc tế                                         | Bàn thắng quốc tế     | Bàn thắng quốc tế | Bàn thắng quốc tế | Bàn thắng quốc tế                                                     |
| #                 | Thời gian         | Địa điểm                                                  | Đối thủ               | Kết quả           | Bàn thắng         | Giải đấu                                                              |
| 2007              | 2007              | 2007                                                      | 2007                  | 2007              | 2007              | 2007                                                                  |
| ----------------- | ----------------- | --------------------------------------------------------- | --------------------- | ----------------- | ----------------- | --------------------------------------------------------------------- |
|                   | 20 tháng 7        | Sân vận động Thái-Nhật, Bangkok                           | U16 Thái Lan          | 3–1               | 1                 | Giao hữu / U15 Nhật Bản                                               |
|                   | 24 tháng 10       | Sân vận động Lebak Bulus, Jakarta                         | U15 Lào               | 2–0               | 0                 | Vòng loại Giải vô địch bóng đá U-16 châu Á 2008 / U15 Nhật Bản        |
|                   | 5 tháng 11        | Sân vận động Lebak Bulus, Jakarta                         | U15 Việt Nam          | 4–0               | 1                 | Vòng loại Giải vô địch bóng đá U-16 châu Á 2008 / U15 Nhật Bản        |
| 2008              |                   |                                                           |                       |                   |                   |                                                                       |
|                   | 7 tháng 8         | Sân vận động Toyota, Toyota                               | U16 Brazil            | 1–1               | 0                 | Giải vô địch bóng đá trẻ quốc tế Toyota 2008 / U16 Nhật Bản           |
|                   | 9 tháng 8         | Sân vận động Toyota, Toyota                               | U16 Hàn Quốc          | 2–2               | 0                 | Giải vô địch bóng đá trẻ quốc tế Toyota 2008 / U16 Nhật Bản           |
|                   | 10 tháng 8        | Sân vận động Toyota, Toyota                               | U16 Romania           | 7–0               | 1                 | Giải vô địch bóng đá trẻ quốc tế Toyota 2008 / U16 Nhật Bản           |
| 2009              |                   |                                                           |                       |                   |                   |                                                                       |
|                   | 19 tháng 6        | Stade Municipal, Ouagadougou                              | U17 Burkina Faso      | 1–0               | 0                 | Giao hữu / U17 Nhật Bản                                               |
|                   | 18 tháng 7        | Sân vận động Shibata Ijimino Park, Niigata                | U17 Slovakia          | 3–0               | 2                 | Giải trẻ quốc tế Niigata 2009 / U17 Nhật Bản                          |
|                   | 19 tháng 7        | Spoisland Seiro, Niigata                                  | Đội tuyển U17 Niigata | 6–1               | 0                 | Giải trẻ quốc tế Niigata 2009 / U17 Nhật Bản không chính thức         |
|                   | 20 tháng 7        | Sân vận động Niigata, Niigata                             | U17 Mexico            | 1–3               | 0                 | Giải trẻ quốc tế Niigata 2009 / U17 Nhật Bản                          |
|                   | 8 tháng 8         | Ciudad Deportiva del Villarreal Club de Fútbol, Castellón | A.C. Milan            | 0–1               | 0                 | Giải trẻ Villarreal 2009 / U17 Nhật Bản không chính thức              |
|                   | 9 tháng 8         | Ciudad Deportiva del Villarreal Club de Fútbol, Castellón | Real Madrid           | 2–2               | 0                 | Giải trẻ Villarreal 2009 / U17 Nhật Bản không chính thức              |
|                   | 11 tháng 8        | Ciudad Deportiva del Villarreal Club de Fútbol, Castellón | Villarreal CF         | 5–0               | 1                 | Giải trẻ Villarreal 2009 / U17 Nhật Bản không chính thức              |
|                   | 27 tháng 10       | Sân vận động Teslim Balogun, Lagos                        | U17 Thụy Sĩ           | 3–4               | 0                 | Giải vô địch bóng đá U-17 thế giới 2009 / U17 Nhật Bản                |
|                   | 30 tháng 10       | Sân vận động Teslim Balogun, Lagos                        | U17 Mexico            | 0–2               | 0                 | Giải vô địch bóng đá U-17 thế giới 2009 / U17 Nhật Bản                |
| 2010              |                   |                                                           |                       |                   |                   |                                                                       |
|                   | 18 tháng 5        | Odin, Heemskerk                                           | U19 Canada            | 0–0               | 0                 | Giao hữu / U19 Nhật Bản                                               |
|                   | 20 tháng 5        | VV Assendelft, Assendelft                                 | U19 Senegal           | 0–1               | 0                 | Giao hữu / U19 Nhật Bản                                               |
|                   | 22 tháng 5        | Sportpark de Koog, Uitgeest                               | U19 Hoa Kỳ            | 2–1               | 1                 | Giải đấu quốc tế Cor Groenewegen 2010 / U19 Nhật Bản                  |
|                   | 22 tháng 5        | Sportpark de Koog, Uitgeest                               | FC Utrecht            | 0–2               | 0                 | Giải đấu quốc tế Cor Groenewegen 2010 / U19 Nhật Bản Không chính thức |
|                   | 22 tháng 5        | Sportpark de Koog, Uitgeest                               | Atlético Mineiro      | 0–0               | 0                 | Giải đấu quốc tế Cor Groenewegen 2010 / U19 Nhật Bản Không chính thức |
|                   | 25 tháng 5        | Sportpark de Koog, Uitgeest                               | U20 Hàn Quốc          | 0–1               | 0                 | Giải đấu quốc tế Cor Groenewegen 2010 / U19 Nhật Bản                  |
|                   | 20 tháng 6        | Sân vận đông Ekbatan Tehran, Tehran                       | U19 Iran              | 2–1               | 0                 | Giao hữu / U19 Nhật Bản                                               |
|                   | 26 tháng 7        | Sân vận động Riada, Ballymoney                            | U19 Đan Mạch          | 1–4               | 0                 | Milk Cup 2010 / U19 Nhật Bản                                          |
|                   | 28 tháng 7        | Ballymena Showgrounds, Ballymoney                         | U19 Mexico            | 1–3               | 0                 | Milk Cup 2010 / U19 Nhật Bản                                          |
|                   | 30 tháng 7        | Sân vận động Riada, Ballymoney                            | U19 Trung Quốc        | 3–0               | 0                 | Milk Cup 2010 / U19 Nhật Bản                                          |